# Heartwork
Heartwork es el cuarto álbum de la banda británica de metal extremo Carcass, lanzado a través de Earache Records en 1993. El álbum fue grabado en los estudios Parr Street en Liverpool entre el 18 de mayo y 21 de junio del 1993.
La escultura que se muestra en la portada, "Soporte Vital 1993", fue diseñada por HR Giger, y de hecho es una actualización de una escultura que creó a finales de 1960. El video de la canción "Heartwork" presenta una interpretación de la vida real de la escultura, incluido un ser humano soldado como parte de ella. El álbum está de vuelta en forma impresa y reeditado por primera vez en disco dual el año 2 de junio de 2008. 
Michael Amott dejó la banda después de la grabación del álbum antes de fundar Spiritual Beggars, y fue sustituido temporalmente por 'Mike Hickey'. En el Pathologist's Report, Bill Steer dice que Heartwork es su álbum favorito de Carcass.
La banda 'Carnal Forge tomo el nombre de la canción homónima de este álbum.

## Canciones
Todas las letras escritas por Jeff Walker.
| N.º | Título                            | Música      | Duración |  |
| 1.  | «Buried Dreams»                   | Steer       | 3:58     |  |
| 2.  | «Carnal Forge»                    | Steer/Amott | 3:54     |  |
| 3.  | «No Love Lost»                    | Steer       | 3:22     |  |
| 4.  | «Heartwork»                       | Steer/Amott | 4:33     |  |
| 5.  | «Embodiment»                      | Amott/Steer | 5:36     |  |
| 6.  | «This Mortal Coil»                | Steer/Amott | 3:49     |  |
| 7.  | «Arbeit Macht Fleisch»            | Steer       | 4:21     |  |
| 8.  | «Blind Bleeding the Blind»        | Steer       | 4:57     |  |
| 9.  | «Doctrinal Expletives»            | Steer/Amott | 3:39     |  |
| 10. | «Death Certificate»               | Amott/Steer | 3:38     |  |
| 11. | «This Is Your Life» (bonus track) |             | 4:12     |  |

## Reedición
El álbum fue relanzado en 2008 como parte de una serie continua de reediciones de Carcass para emprender la reunión del grupo. El disco principal se presenta como uno de los lados de un disco doble, mientras que el lado de DVD cuenta con la cuarta parte de una entrevista/documental titulado del The Pathologist's Report Part IV: Epidemic. Ediciones posteriores tienen el DVD en un disco independiente, para un total de 3 discos. También se incluye en la reedición un disco extra incluyendo todo el álbum en forma de demo, algo grabado por la banda antes de la grabación del álbum actual, en un esfuerzo para estar mejor preparados. El demo incluye las mismas 10 canciones en un orden ligeramente diferente. El disco se presenta en un digipak de 12 paneles con todas las letras y portada.

## Personal
- Jeff Walker - voz, bajo
- Bill Steer - guitarra
- Michael Amott - guitarra
- Ken Owen - batería, percusión

## Personal adicional
- Keith Andrews - Ingeniería
- David Buchanan - asistente de ingeniería
- Colin Richardson - producción
- Andrea Wright - ayudante de ingeniería
- H. R. Giger - portada